# Klaus Kunick
Klaus Kunick (* 10. Dezember 1929 in Leipzig; † 6. August 2004 in Meersburg) war ein deutscher Schauspieler, Regisseur und Schriftsteller.

## Leben und Wirken
Kunick studierte von 1949 bis 1951 Schauspiel und Dramaturgie an der Hochschule für Musik und Theater in Halle (?).
Kunick arbeitete viele Jahre an Theatern und beim DDR-Fernsehen, dann leitete er von 1965 bis 1984 das Jugendtheater des Druckmaschinenwerks Planeta in Radebeul. Es folgte eine Dozentur an der TU Dresden, wo er bis 1993 das dortige Studententheater leitete.
Nach seiner Pensionierung veröffentlichte Kunick eine unvollständig gebliebene Chronik seiner Familie.

## Werk

### Fernseh-Regiearbeiten
- 1960: Tanzmädchen für Istanbul[2]
- 1960: Die Spur des Anderen[3]
- 1961: Melodie in A-Moll[4]

### Fernseh-Schauspiel
- 1960: Streng Geheim[5]

### Schriften
- Zur Arbeit mit Amateurspielern. In: Anselm Schlösser, Arnim-Gerd Kuckhoff (Hrsg.): Shakespeare Jahrbuch Band 119/1983. Böhlhaus, Weimar 1983.
- Studie von Klaus Kunick, künstlerischer Leiter des Jugendtheater Radebeul des VEB Druckmaschinenwerk Planeta Radebeul, zum Aufbau eines Leistungszentrums des künstlerischen Volksschaffens: Fachgebiet „Amateurtheater“. Auftraggeber: Rat des Bezirkes Dresden, Abt. Kultur.[6]

### Prosa
- Die vierte Geburt, das bin ich. Teil 1: 1840–1895 in Schlesien. Frankfurter Oder Editione, Frankfurt (Oder) 1998, ISBN 978-3930842469.
- Der Granatsplitter. Dietz, Berlin 2003, ISBN 978-3320020408.